# ۱٬۳-دی‌آمینوپروپان
۱،۳-دی‌آمینوپروپان (به انگلیسی: 1,3-Diaminopropane) یک ترکیب شیمیایی با شناسه پاب‌کم ۴۲۸ است.